# Bucaspor
Bucaspor is een Turkse voormalige sportclub opgericht in Buca, een wijk van de stad İzmir, gelegen in de Egeïsche Zeeregio. De clubkleuren waren marineblauw en geel, en de thuisbasis van de voetbalclub is het Yeni Buca Stadı. Bucaspor was behalve voetbalclub ook een vereniging voor zwemmen, volleybal, taekwondo, basketbal, gymnastiek en waterpolo; dit waren echter wel amateurbranches. 

## Geschiedenis

### Oprichting
Bucaspor is opgericht op 11 maart 1928 als Buca İdman Yurdu. De eerste voorzitter was Muzaffer Ersezgin. Vanaf dat moment was de ploeg actief in de Turkse amateurdivisies. In 1937 fuseerde de club met Altay en Altınordu om zo Üçokspor te vormen. Twee jaar later, in 1939, gingen deze ploegen weer uit elkaar. In het jaar 1984 werd de club professioneel en mocht men voetballen in de TFF 1. Lig. Sindsdien was de club actief in de Spor Toto 3. Lig en de Spor Toto 2. Lig. In 2010 mocht Bucaspor proeven aan het spelen in de Süper Lig, dit duurde echter een enkel seizoen.

### Oprichters
- Süleyman Atakan
- Bekir Eromat
- Niyazi Gökgönül
- Hasan Yalçınkaya
- Niyazi Aktaş

### 2006
In het seizoen 2005-2006 wordt de club 10e in de competitie. Datzelfde seizoen heeft de ploeg wel twee keer een Süper Lig-team verslagen in de Turkse Beker. In de tweede ronde van de beker werd Sakaryaspor in Izmir met 2-1 verslagen. In de groepsfase won Bucaspor uit bij Çaykur Rizespor met 0-1.

### 2010-2015
In het seizoen 2010-2011 mag de club voor het eerst sinds het bestaan in de hoogste divisie van het land uitkomen. Uiteindelijk wordt de club 16de en degradeert zo dus meteen na een seizoen weer naar de TFF 1. Lig. In de Turkse beker bereikt de club de kwartfinales. Daar verliest Buca met 0-2 en 1-2 tegen Gençlerbirliği SK. Eerder schakelde Bucaspor grote clubs uit zoals; Fenerbahçe SK, Konyaspor, Yeni Malatyaspor en Ankaragücü.	
In het seizoen 2014-2015 degradeert de club naar de Spor Toto 2. Lig door als 17de te eindigen in de TFF 1. Lig.

### Gespeelde divisies
- Süper Lig: 2010–2011
- TFF 1. Lig: 1990–2001, 2009–2010, 2011–2015
- Spor Toto 2. Lig: 1984–1990, 2001–2009, 2015–2018
- TFF 3. Lig: 2018-

## Bekende (ex-)spelers
Turken
- Hasan Kabze
- Orhan Ak
- Ozan İpek
- Mehmet Batdal
- Alparslan Erdem
- Okan Alkan
- Oğuz Sabankay
- Recep Niyaz
- Çağlar Söyüncü
- Salih Uçan
- Anıl Dilaver

Algerijnen
- Mohamed Dahmane

Angolezen
- Manucho
- Carlos Fernandes

Belgen
- Pieter Mbemba
- Landry Mulemo
- Umut Gündoğan

Canadezen
- Tamandani Nsaliwa

Estlanders
- Pavel Londak

Fransen
- Mohamed Dahmane

Kroaten
- Jerko Leko
- Stjepan Tomas

Nederlanders
- Collins John
- Atilla Yıldırım